# Doutor Maurício Cardoso
Doutor Maurício Cardoso is een gemeente in de Braziliaanse deelstaat Rio Grande do Sul. De gemeente telt 5.513 inwoners (schatting 2009).

## Aangrenzende gemeenten
De gemeente grenst aan Crissiumal, Horizontina, Novo Machado en Tucunduva.

### Landsgrens
En met als landsgrens aan de gemeente El Soberbio in het departement Guaraní en aan de gemeente Colonia Aurora in het departement Veinticinco de Mayo in de provincie Misiones met het buurland Argentinië.